# Universidad Federal del Cariri
La Universidad Federal del Cariri  (UFCA) es una universidad pública federal brasileña, creada en 2013 y con sede en la ciudad de Juazeiro do Norte, estado de Ceará. Está ubicada en la microrregión del Cariri (de donde proviene el nombre) y cuenta con campus en las ciudades de Crato, Barbalha, Brejo Santo e Icó.

## Historia
La Universidad Federal de Cariri es el resultado de la separación del campus Cariri de la Universidad Federal de Ceará (UFC). Su desmembramiento fue establecido según la Ley N.° 12.825, sancionada por la entonces presidenta del país Dilma Rousseff. La UFC pasa a ser la tutora de la implementación, proporcionando el soporte administrativo requerido para la instalación de la nueva universidad.

## Campus
La universidad cuenta con cinco campus ubicados en:
- Barbalha
- Brejo Santo
- Crato
- Icó
- Juazeiro do Norte.

## Áreas académicas

### Pregrado
| Campus            | Programas académicos             |
| ----------------- | -------------------------------- |
| Barbalha          | Medicina                         |
| Brejo Santo       | Ciencias Naturales y Matemáticas |
| Crato             | Agronomía                        |
| Icó               | Historia                         |
| Juazeiro do Norte | Administración                   |
| Juazeiro do Norte | Administración pública           |
| Juazeiro do Norte | Biblioteconomía                  |
| Juazeiro do Norte | Periodismo                       |
| Juazeiro do Norte | Diseño de producto               |
| Juazeiro do Norte | Ingeniería civil                 |
| Juazeiro do Norte | Ingeniería de materiales         |
| Juazeiro do Norte | Filosofía                        |
| Juazeiro do Norte | Música                           |

### Postgrado

#### Maestrías
| Campus            | Programas académicos           |
| ----------------- | ------------------------------ |
| Crato             | Desarrollo regional sostenible |
| Juazeiro do Norte | Recursos hídricos              |
| Juazeiro do Norte | Matemáticas                    |